# MTV Movie & TV Awards 2018
MTV Movie & TV Awards 2018 — 27-я церемония вручения кино- и теленаград канала MTV за 2017 год состоялась 18 июня 2018 года в Санта-Монике (Калифорния). Номинанты были объявлены 3 мая 2018 года.
Ведущей церемонии выступила комедийная актриса Тиффани Хэддиш.

## Список лауреатов и номинантов
• Победители указаны первыми и выделены отдельным цветом. 
| Категории                                                           | Лауреаты и номинанты |
| ------------------------------------------------------------------- | --- |
| Лучший фильм (Best Movie)                                           | • Чёрная пантера / Black Panther |
| Лучший фильм (Best Movie)                                           | • Мстители: Война бесконечности / Avengers: Infinity War |
| Лучший фильм (Best Movie)                                           | • Улётные девочки / Girls Trip |
| Лучший фильм (Best Movie)                                           | • Оно / It |
| Лучший фильм (Best Movie)                                           | • Чудо-женщина / Wonder Woman |
| Лучшее шоу (Best Show)                                              | • Очень странные дела / Stranger Things |
| Лучшее шоу (Best Show)                                              | • 13 причин почему / 13 Reasons Why |
| Лучшее шоу (Best Show)                                              | • Игра престолов / Game of Thrones |
| Лучшее шоу (Best Show)                                              | • Повзрослевшие / Grown-ish |
| Лучшее шоу (Best Show)                                              | • Ривердейл / Riverdale |
| Лучший актёр или актриса в кинофильме (Best Performance in a Movie) | • Чедвик Боузман — «Чёрная пантера» |
| Лучший актёр или актриса в кинофильме (Best Performance in a Movie) | • Тимоти Шаламе — «Зови меня своим именем» |
| Лучший актёр или актриса в кинофильме (Best Performance in a Movie) | • Энсел Эльгорт — «Малыш на драйве» |
| Лучший актёр или актриса в кинофильме (Best Performance in a Movie) | • Дейзи Ридли — «Звёздные войны: Последние джедаи» |
| Лучший актёр или актриса в кинофильме (Best Performance in a Movie) | • Сирша Ронан — «Леди Бёрд» |
| Лучший актёр или актриса на ТВ (Best Performance in a Show)         | • Милли Бобби Браун — «Очень странные дела» |
| Лучший актёр или актриса на ТВ (Best Performance in a Show)         | • Даррен Крисс — «Убийство Джанни Версаче: Американская история преступлений» |
| Лучший актёр или актриса на ТВ (Best Performance in a Show)         | • Кэтрин Лэнгфорд — «13 причин почему» |
| Лучший актёр или актриса на ТВ (Best Performance in a Show)         | • Исса Рэй — «Белая ворона» (англ.) |
| Лучший актёр или актриса на ТВ (Best Performance in a Show)         | • Мэйси Уильямс — «Игра престолов» |
| Лучшая комедийная роль (Best Comedic Performance)                   | • Тиффани Хэддиш — «Улётные девочки» |
| Лучшая комедийная роль (Best Comedic Performance)                   | • Джек Блэк — «Джуманджи: Зов джунглей» |
| Лучшая комедийная роль (Best Comedic Performance)                   | • Дэн Леви — «Шиттс Крик» (англ.) |
| Лучшая комедийная роль (Best Comedic Performance)                   | • Кейт Маккиннон — «Субботним вечером в прямом эфире» |
| Лучшая комедийная роль (Best Comedic Performance)                   | • Эми Шумер — «Красотка на всю голову» |
| Лучший герой (Best Hero)                                            | • Чедвик Боузман (Т’Чалла / Чёрная пантера) — «Чёрная пантера» |
| Лучший герой (Best Hero)                                            | • Эмилия Кларк (Дейенерис Таргариен) — «Игра престолов» |
| Лучший герой (Best Hero)                                            | • Галь Гадот (Диана Принс / Чудо-женщина) — «Чудо-женщина» |
| Лучший герой (Best Hero)                                            | • Грант Гастин (Барри Аллен / Флэш) — «Флэш» |
| Лучший герой (Best Hero)                                            | • Дейзи Ридли (Рей) — «Звёздные войны: Последние джедаи» |
| Лучший злодей (Best Villain)                                        | • Майкл Б. Джордан (Н’Джадака / Эрик Киллмонгер) — «Чёрная пантера» |
| Лучший злодей (Best Villain)                                        | • Джош Бролин (Танос) — «Мстители: Война бесконечности» |
| Лучший злодей (Best Villain)                                        | • Адам Драйвер (Кайло Рен) — «Звёздные войны: Последние джедаи» |
| Лучший злодей (Best Villain)                                        | • Обри Плаза (Ленни Баскер) — «Легион» |
| Лучший злодей (Best Villain)                                        | • Билл Скарсгард (Пеннивайз) — «Оно» |
| Лучший поцелуй (Best Kiss)                                          | • Ник Робинсон (Саймон) и Кейнан Лонсдейл (Брэм) — «С любовью, Саймон» |
| Лучший поцелуй (Best Kiss)                                          | • Джина Родригес (Джейн) и Джастин Бальдони (Рафаэль) — «Девственница Джейн» |
| Лучший поцелуй (Best Kiss)                                          | • Оливия Кук (Сэм) и Тай Шеридан (Уэйд) — «Первому игроку приготовиться» |
| Лучший поцелуй (Best Kiss)                                          | • Кей Джей Апа (Арчи) и Камила Мендес (Вероника) — «Ривердейл» |
| Лучший поцелуй (Best Kiss)                                          | • Финн Вулфхард (Майк) и Милли Бобби Браун («Одиннадцать») — «Очень странные дела» |
| Лучшая экранная команда (Best On-Screen Team)                       | • Финн Вулфхард (Ричи), София Лиллис (Беверли), Джейден Либерер (Билл), Джек Дилан Грейзер (Эдди), Уайатт Олефф (Стэнли), Джереми Рэй Тейлор (Бен), Чоузен Джейкобс (Майк) — «Оно»                |
| Лучшая экранная команда (Best On-Screen Team)                       | • Чедвик Боузман (Т’Чалла / Чёрная Пантера), Лупита Нионго (Накиа), Данай Гурира (Окойе), Летиша Райт (Шури) — «Чёрная пантера»                                                                   |
| Лучшая экранная команда (Best On-Screen Team)                       | • Дуэйн Джонсон (Смолдер), Кевин Харт («Мось»), Джек Блэк (Шелли), Карен Гиллан (Руби), Ник Джонас («Гидроплан») — «Джуманджи: Зов джунглей»                                                      |
| Лучшая экранная команда (Best On-Screen Team)                       | • Тай Шеридан (Уэйд), Оливия Кук (Саманта), Филип Чжао (Сё), Уин Морисаки (Дайто), Лина Уэйт (Эйч) — «Первому игроку приготовиться»                                                               |
| Лучшая экранная команда (Best On-Screen Team)                       | • Гейтен Матараццо (Дастин), Финн Вулфхард (Майк), Калеб Маклафлин (Лукас), Ноа Шнапп (Уилл), Сэди Синк (Макс) — «Очень странные дела»                                                            |
| Лучший бой (Best Fight)                                             | • Галь Гадот (Чудо-женщина) против немецких солдат — «Чудо-женщина» |
| Лучший бой (Best Fight)                                             | • Шарлиз Терон (Лоррейн) против Дэниэла Харгрейва (снайпер), Грега Рементера (корректировщик) — «Взрывная блондинка»                                                                              |
| Лучший бой (Best Fight)                                             | • Скарлетт Йоханссон (Наташа Романофф / Чёрная вдова), Данай Гурира (Окойе), Элизабет Олсен (Ванда Максимофф / Алая Ведьма) против Кэрри Кун (Проксимы Миднайт) — «Мстители: Война бесконечности» |
| Лучший бой (Best Fight)                                             | • Чедвик Боузман (Чёрная пантера) против Уинстона Дьюка (М’Баку) — «Чёрная пантера» |
| Лучший бой (Best Fight)                                             | • Марк Руффало (Халк) против Криса Хемсворта (Тора) — «Тор: Рагнарёк» |
| Лучший испуг (Most Frightened Performance)                          | • Ноа Шнапп (Уилл Байерс) — «Очень странные дела» |
| Лучший испуг (Most Frightened Performance)                          | • Талита Бейтман (Дженис) — «Проклятие Аннабель: Зарождение зла» |
| Лучший испуг (Most Frightened Performance)                          | • Эмили Блант (Эвелин Эббот) — «Тихое место» |
| Лучший испуг (Most Frightened Performance)                          | • София Лиллис (Беверли Марш) — «Оно» |
| Лучший испуг (Most Frightened Performance)                          | • Кристин Милиоти (Нанетт Коул) — «Чёрное зеркало» |
| Лучший музыкальный момент (Best Musical Moment)                     | • Майк и «Одиннадцать» танцуют под песню Every Breath You Take — «Очень странные дела» |
| Лучший музыкальный момент (Best Musical Moment)                     | • Cast performs «Freedom» — «Черноватый» |
| Лучший музыкальный момент (Best Musical Moment)                     | • Elio crying through the end credits — «Зови меня своим именем» |
| Лучший музыкальный момент (Best Musical Moment)                     | • Танцевальный баттл — «Улётные девочки» |
| Лучший музыкальный момент (Best Musical Moment)                     | • «I Wanna Dance With Somebody» dream sequence — «С любовью, Саймон» |
| Лучший музыкальный момент (Best Musical Moment)                     | • Cast performs «A Night We’ll Never Forget» — «Ривердейл» |
| Лучший музыкальный момент (Best Musical Moment)                     | • Филлип и Энн поют песню Rewrite the Stars — «Величайший шоумен» |
| Лучший музыкальный момент (Best Musical Moment)                     | • Кейт поёт песню Landslide — «Это мы» |
| Scene Stealer                                                       | • Мэделин Петш (Шерил Блоссом) — «Ривердейл» |
| Scene Stealer                                                       | • Тиффани Хэддиш (Дина) — «Улётные девочки» |
| Scene Stealer                                                       | • Дейкр Монтгомери (Билли Харгроув) — «Очень странные дела» |
| Scene Stealer                                                       | • Тайка Вайтити (Корг) — «Тор: Рагнарёк» |
| Scene Stealer                                                       | • Летиша Райт (Шури) — «Чёрная пантера» |
| Best Music Documentary                                              | • Gaga: Five Foot Two |
| Best Music Documentary                                              | • Can’t Stop, Won’t Stop: A Bad Boy Story |
| Best Music Documentary                                              | • Demi Lovato: Simply Complicated |
| Best Music Documentary                                              | • Jay-Z’s «Footnotes for 4:44» |
| Best Music Documentary                                              | • Непокорные / The Defiant Ones |
| Best Reality Series/Franchise                                       | • Семейство Кардашян / The Kardashians |
| Best Reality Series/Franchise                                       | • Love & Hip Hop |
| Best Reality Series/Franchise                                       | • Настоящие домохозяйки / The Real Housewives |
| Best Reality Series/Franchise                                       | • Королевские гонки Ру Пола / RuPaul’s Drag Race |
| Best Reality Series/Franchise                                       | • Vanderpump Rules |

### Специальные награды
- Признание поколения (MTV Generation Award) — Крис Прэтт[3]
- Trailblazer Award — Лина Уэйте (англ.)[4]